# Pseudoacanthocereus brasiliensis
Pseudoacanthocereus brasiliensis là một loài thực vật có hoa trong họ Cactaceae. Loài này được (Britton & Rose) F. Ritter miêu tả khoa học đầu tiên.